# Protopidius
Protopidius is een geslacht van kevers uit de familie van de loopkevers (Carabidae). De wetenschappelijke naam van het geslacht is voor het eerst geldig gepubliceerd in 1949 door Basilewsky.

## Soorten
Het geslacht Protopidius omvat de volgende soorten:
- Protopidius brevis Lecordier, 1990
- Protopidius bruneaui Lecordier & Girard, 1987
- Protopidius congoanus Basilewsky, 1949
- Protopidius obesus Lecordier & Girard, 1987
- Protopidius strictus Lecordier, 1990